# Copa América 2004
Copa América 2004, česky též Mistrovství Jižní Ameriky ve fotbale 2004, bylo 41. mistrovství, pořádané fotbalovou asociací CONMEBOL. V hostitelské zemi Peru bylo na programu 26 zápasů v období od 6. do 25. července roku 2004. Turnaje se zúčastnilo všech 10 členských zemí CONMEBOL a navíc pozvané týmy  Kostarika a  Mexiko.

## Základní skupiny

### Skupina A
| Tým       | Z | V | R | P | VG | IG | +/- | B |
| --------- | - | - | - | - | -- | -- | --- | - |
| Kolumbie  | 3 | 2 | 1 | 0 | 4  | 2  | +2  | 7 |
| Peru      | 3 | 1 | 2 | 0 | 7  | 5  | +2  | 5 |
| Bolívie   | 3 | 0 | 2 | 1 | 3  | 4  | -1  | 2 |
| Venezuela | 3 | 0 | 1 | 2 | 2  | 5  | -3  | 1 |

| 6. července 2004 |       |                   |                                                       |
| Venezuela        | 0 – 1 | Kolumbie          | Estadio Nacional, Lima rozhodčí: Márcio Rezende (BRA) |
|                  |       | Moreno 21' (pen.) | Estadio Nacional, Lima rozhodčí: Márcio Rezende (BRA) |

| 6. července 2004                |       |                        |                                                        |
| Peru                            | 2 – 2 | Bolívie                | Estadio Nacional, Lima rozhodčí: Héctor Baldassi (ARG) |
| Pizarro 67' (pen.) Palacios 86' |       | Botero 35' Álvarez 57' | Estadio Nacional, Lima rozhodčí: Héctor Baldassi (ARG) |

| 9. července 2004 |       |         |                                                    |
| Kolumbie         | 1 – 0 | Bolívie | Estadio Nacional, Lima rozhodčí: Pedro Ramos (ECU) |
| Perea 90'        |       |         | Estadio Nacional, Lima rozhodčí: Pedro Ramos (ECU) |

| 9. července 2004                   |       |               |                                                     |
| Peru                               | 3 – 1 | Venezuela     | Estadio Nacional, Lima rozhodčí: Ruben Selman (CHI) |
| Farfán 34' Solano 61' Acasiete 72' |       | Margiotta 74' | Estadio Nacional, Lima rozhodčí: Ruben Selman (CHI) |

| 12. července 2004 |       |             |                                                                    |
| Venezuela         | 1 – 1 | Bolívie     | Estadio Mansiche, Trujillo rozhodčí: Marco Antonio Rodríguez (MEX) |
| Morán 27'         |       | Galindo 33' | Estadio Mansiche, Trujillo rozhodčí: Marco Antonio Rodríguez (MEX) |

| 12. července 2004      |       |                       |                                                           |
| Peru                   | 2 – 2 | Kolumbie              | Estadio Mansiche, Trujillo rozhodčí: William Mattus (CRC) |
| Solano 58' Maestri 60' |       | Congo 33' Aguilar 53' | Estadio Mansiche, Trujillo rozhodčí: William Mattus (CRC) |

### Skupina B
| Tým       | Z | V | R | P | VG | IG | +/- | B |
| --------- | - | - | - | - | -- | -- | --- | - |
| Mexiko    | 3 | 2 | 1 | 0 | 5  | 3  | +2  | 7 |
| Argentina | 3 | 2 | 0 | 1 | 10 | 4  | +6  | 6 |
| Uruguay   | 3 | 1 | 1 | 1 | 6  | 7  | -1  | 4 |
| Ekvádor   | 3 | 0 | 0 | 3 | 3  | 10 | -7  | 0 |

| 7. července 2004     |       |                       |                                                                  |
| Mexiko               | 2 – 2 | Uruguay               | Estadio Elias Aguirre, Chiclayo rozhodčí: Gilberto Hidalgo (PER) |
| Osorio 45' Pardo 69' |       | Bueno 43' Montero 88' | Estadio Elias Aguirre, Chiclayo rozhodčí: Gilberto Hidalgo (PER) |

| 7. července 2004                                                             |       |             |                                                                 |
| Argentina                                                                    | 6 – 1 | Ekvádor     | Estadio Elias Aguirre, Chiclayo rozhodčí: Carlos Amarilla (PAR) |
| K. González 5' (pen.) Saviola 64', 75', 79' D'Alessandro 84' L. Gonzalez 90' |       | Delgado 62' | Estadio Elias Aguirre, Chiclayo rozhodčí: Carlos Amarilla (PAR) |

| 10. července 2004    |       |           |                                                               |
| Uruguay              | 2 – 1 | Ekvádor   | Estadio Elias Aguirre, Chiclayo rozhodčí: Gustavo Brand (VEN) |
| Forlán 61' Bueno 78' |       | Salas 73' | Estadio Elias Aguirre, Chiclayo rozhodčí: Gustavo Brand (VEN) |

| 10. července 2004 |       |            |                                                                |
| Argentina         | 0 – 1 | Mexiko     | Estadio Elias Aguirre, Chiclayo rozhodčí: Márcio Rezende (BRA) |
|                   |       | Morales 8' | Estadio Elias Aguirre, Chiclayo rozhodčí: Márcio Rezende (BRA) |

| 13. července 2004                  |       |             |                                                          |
| Mexiko                             | 2 – 1 | Ekvádor     | Estadio Miguel Grau, Piura rozhodčí: Eduardo Lecca (PER) |
| Altamirano 23' (pen.) Bautista 42' |       | Delgado 71' | Estadio Miguel Grau, Piura rozhodčí: Eduardo Lecca (PER) |

| 13. července 2004                           |       |                           |                                                         |
| Argentina                                   | 4 – 2 | Uruguay                   | Estadio Miguel Grau, Piura rozhodčí: Rubén Selman (CHI) |
| K. González 19' Figueroa 20', 89' Ayala 80' |       | Estoyanoff 7' Sánchez 38' | Estadio Miguel Grau, Piura rozhodčí: Rubén Selman (CHI) |

### Skupina C
| Tým       | Z | V | R | P | VG | IG | +/- | B |
| --------- | - | - | - | - | -- | -- | --- | - |
| Paraguay  | 3 | 2 | 1 | 0 | 4  | 2  | +2  | 7 |
| Brazílie  | 3 | 2 | 0 | 1 | 6  | 3  | +3  | 6 |
| Kostarika | 3 | 1 | 0 | 2 | 3  | 6  | -3  | 3 |
| Chile     | 3 | 0 | 1 | 2 | 2  | 4  | -2  | 1 |

| 8. července 2004 |       |                       |                                                       |
| Kostarika        | 0 – 1 | Paraguay              | Estadio Arequipa, Arequipa rozhodčí: Óscar Ruiz (COL) |
|                  |       | Dos Santos 85' (pen.) | Estadio Arequipa, Arequipa rozhodčí: Óscar Ruiz (COL) |

| 8. července 2004 |       |       |                                                                    |
| Brazílie         | 1 – 0 | Chile | Estadio Arequipa, Arequipa rozhodčí: Marco Antonio Rodríguez (MEX) |
| Luís Fabiano 90' |       |       | Estadio Arequipa, Arequipa rozhodčí: Marco Antonio Rodríguez (MEX) |

| 11. července 2004              |       |           |                                                            |
| Brazílie                       | 4 – 1 | Kostarika | Estadio Arequipa, Arequipa rozhodčí: Héctor Baldassi (ARG) |
| Adriano 45', 54', 67' Juan 49' |       | Marín 81' | Estadio Arequipa, Arequipa rozhodčí: Héctor Baldassi (ARG) |

| 11. července 2004 |       |              |                                                           |
| Paraguay          | 1 – 1 | Chile        | Estadio Arequipa, Arequipa rozhodčí: Gustavo Méndez (URU) |
| Cristaldo 78'     |       | González 71' | Estadio Arequipa, Arequipa rozhodčí: Gustavo Méndez (URU) |

| 14. července 2004     |       |            |                                                          |
| Kostarika             | 2 – 1 | Chile      | Estadio Jorge Basadre, Tacna rozhodčí: René Ortubé (BOL) |
| Wright 60' Herrón 90' |       | Olarra 40' | Estadio Jorge Basadre, Tacna rozhodčí: René Ortubé (BOL) |

| 14. července 2004 |       |                          |                                                             |
| Brazílie          | 1 – 2 | Paraguay                 | Estadio Arequipa, Arequipa rozhodčí: Gilbert Hildalgo (PER) |
| Luis Fabiano 35'  |       | González 29' Bareiro 71' | Estadio Arequipa, Arequipa rozhodčí: Gilbert Hildalgo (PER) |

### Žebříček týmů na třetích místech
Nejlepší dva týmy na třetích místech postoupily také do čtvrtfinále.
| Sk. | Tým       | Z | V | R | P | VG | IG | +/- | B |
| --- | --------- | - | - | - | - | -- | -- | --- | - |
| B   | Uruguay   | 3 | 1 | 1 | 1 | 6  | 7  | -1  | 4 |
| C   | Kostarika | 3 | 1 | 0 | 2 | 3  | 6  | -3  | 3 |
| A   | Bolívie   | 3 | 0 | 2 | 1 | 3  | 4  | -1  | 2 |

## Play off
|  | Čtvrtfinále             | Čtvrtfinále         |                     |         | Semifinále  | Semifinále  |  |  | Finále               | Finále |
|  |                         |                     |                     |         |             |             |  |  |                      |        |
|  | 17. července - Chiclayo |                     |                     |         |             |             |  |  |                      |        |
|  |                         |                     |                     |         |             |             |  |  |                      |        |
|  | Peru                    | 0                   |                     |         |             |             |  |  |                      |        |
|  | Peru                    | 0                   | 20. července - Lima |         |             |             |  |  |                      |        |
|  | Argentina               | 1                   |                     |         |             |             |  |  |                      |        |
|  | Argentina               | 1                   | Argentina           | 3       |             |             |  |  |                      |        |
|  | 17. července - Trujillo |                     | Argentina           | 3       |             |             |  |  |                      |        |
|  |                         | Kolumbie            | 0                   |         |             |             |  |  |                      |        |
|  | Kolumbie                | Kolumbie            | 0                   | 2       |             |             |  |  |                      |        |
|  | Kolumbie                |                     | 25. července - Lima | 2       |             |             |  |  |                      |        |
|  | Kostarika               | 0                   |                     |         |             |             |  |  |                      |        |
|  | Kostarika               | 0                   | Argentina           | 2 (2)   |             |             |  |  |                      |        |
|  | 18. července - Tacna    |                     | Argentina           | 2 (2)   |             |             |  |  |                      |        |
|  |                         | Brazílie            | 2 (4)               |         |             |             |  |  |                      |        |
|  | Paraguay                | Brazílie            | 2 (4)               | 1       |             |             |  |  |                      |        |
|  | Paraguay                | 21. července - Lima |                     | 1       |             |             |  |  |                      |        |
|  | Uruguay                 | 3                   |                     |         |             |             |  |  |                      |        |
|  | Uruguay                 | 3                   | Uruguay             | 1 (3)   | Třetí místo | Třetí místo |  |  |                      |        |
|  | 18. července - Piura    |                     | Uruguay             | 1 (3)   | Třetí místo | Třetí místo |  |  |                      |        |
|  |                         | Brazílie            | 1 (5)               |         |             |             |  |  |                      |        |
|  | Mexiko                  | Brazílie            | 1 (5)               | 0       | Kolumbie    | 1           |  |  |                      |        |
|  | Mexiko                  |                     |                     | 0       | Kolumbie    | 1           |  |  |                      |        |
|  | Brazílie                | 4                   |                     | Uruguay | 2           |             |  |  |                      |        |
|  | Brazílie                | 4                   |                     |         | 2           |             |  |  |                      |        |
|  |                         |                     |                     |         |             |             |  |  | 24. července - Cuzco |        |
|  |                         |                     |                     |         |             |             |  |  |                      |        |

### Čtvrtfinále
| 17. července 2004 |       |           |                                                                 |
| Peru              | 0 – 1 | Argentina | Estadio Elias Aguirre, Chiclayo rozhodčí: Carlos Amarilla (PAR) |
|                   |       | Tévez 60' | Estadio Elias Aguirre, Chiclayo rozhodčí: Carlos Amarilla (PAR) |

| 17. července 2004      |       |           |                                                           |
| Kolumbie               | 2 – 0 | Kostarika | Estadio Mansiche, Trujillo rozhodčí: Gustavo Méndez (URU) |
| Aguilar 41' Moreno 45' |       |           | Estadio Mansiche, Trujillo rozhodčí: Gustavo Méndez (URU) |

| 18. července 2004 |       |                                 |                                                              |
| Paraguay          | 1 – 3 | Uruguay                         | Estadio Jorge Basadre, Tacna rozhodčí: Héctor Baldassi (ARG) |
| Gamarra 15'       |       | Bueno 40' (pen.) Silva 65', 88' | Estadio Jorge Basadre, Tacna rozhodčí: Héctor Baldassi (ARG) |

| 18. července 2004 |       |                                               |                                                       |
| Mexiko            | 0 – 4 | Brazílie                                      | Estadio Miguel Grau, Piura rozhodčí: Óscar Ruiz (COL) |
|                   |       | Alex 26' (pen.) Adriano 65', 78' Oliveira 87' | Estadio Miguel Grau, Piura rozhodčí: Óscar Ruiz (COL) |

### Semifinále
| 20. července 2004 19:45             |       |          |                                                         |
| Argentina                           | 3 – 0 | Kolumbie | Estadio Nacional, Lima rozhodčí: Gilberto Hidalgo (PER) |
| Tévez 33' L. González 50' Sorín 80' |       |          | Estadio Nacional, Lima rozhodčí: Gilberto Hidalgo (PER) |

| 21. července 2004 19:45 |       |             |                                                        |
| Uruguay                 | 1 – 1 | Brazílie    | Estadio Nacional, Lima rozhodčí: Marco Rodríguez (MEX) |
| Sosa 22'                |       | Adriano 46' | Estadio Nacional, Lima rozhodčí: Marco Rodríguez (MEX) |

|                           |     | Penaltový rozstřel                      |  |
| Silva Viera Pouso Sánchez | 3–5 | Luisão Luís Fabiano Adriano Renato Alex |  |

### O 3. místo
| 24. července 2004  |       |                           |                                                                 |
| Kolumbie           | 1 – 2 | Uruguay                   | Estadio Garcilaso de la Vega, Cuzco rozhodčí: René Ortube (BOL) |
| Herrera 70' (pen.) |       | Estoyanoff 2' Sánchez 80' | Estadio Garcilaso de la Vega, Cuzco rozhodčí: René Ortube (BOL) |

### Finále
| 25. července 2004                  |       |                          |                                                        |
| Argentina                          | 2 – 2 | Brazílie                 | Estadio Nacional, Lima rozhodčí: Carlos Amarilla (PAR) |
| K. González 20' (pen.) Delgado 87' |       | Luisão 45' Adriano 90+3' | Estadio Nacional, Lima rozhodčí: Carlos Amarilla (PAR) |

|                                       |     | Penaltový rozstřel     |  |
| D'Alessandro Heinze K. González Sorín | 2–4 | Adriano Edu Diego Juan |  |

## Vítěz
| Copa América 2004 Brazílie 7. titul |